# Sanderbusch
Sanderbusch ist eine Ortschaft innerhalb der Gemeinde Sande (Friesland) im niedersächsischen Landkreis Friesland. Hier wird sie seit 1972 dem namensgebenden Ortsteil Sande zugerechnet. Vorher war sie in den ehemaligen Sander Ortsteil Seedeich inkorporiert. Bekannt ist Sanderbusch vor allem als Standort des Nordwest-Krankenhauses, das für die medizinische Versorgung des Landkreises Friesland von Bedeutung ist.

## Name
Der erste Teil des Ortschaftsnamens verweist auf den Hauptort Sande. Der zweite Teil verweist auf den Namen des alten Adelsitzes Busch, der auch zum vorläufigen Namen einer neuen Siedlung wurde, die sich ab 1871 im Zusammenhang der Eröffnung der Eisenbahnlinie Sande–Jever entwickelte. Im norddeutschen Raum meint Busch im Ortsnamen häufig Wald oder Gehölz.

## Geschichte

Straßenpartie in Sanderbusch (um 1911)

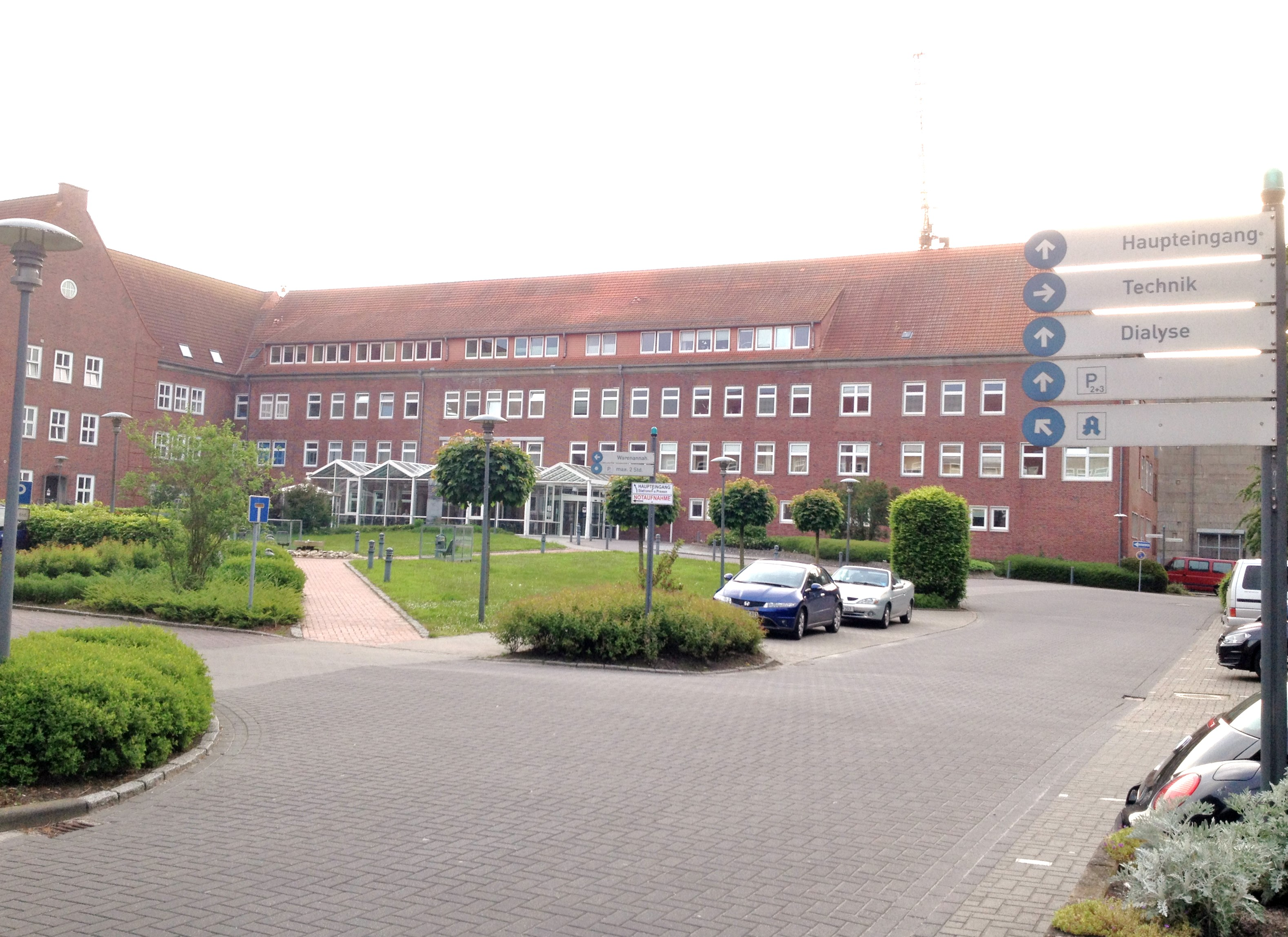
Nordwest-Krankenhaus Sanderbusch (um 2016)

Die Ortschaft Sanderbusch geht zurück auf einen Gutshof, den Eibe Tiardes (* ca. 1500), der Bruder oder Schwager des jeverländischen Rentmeisters Remmer van Seediek, um 1551 errichtet und mit einem Wall und einer doppelten Graft befestigt hatte. 1590 kam der Gutshof mit dem Namen Busch an Lübbe Eiben, der wie sein Onkel Remmer ebenfalls Rentmeister der kleinen Herrschaft Jever war. Um die Wende des 17. zum 18. Jahrhundert bewohnte ein Vogt Grosse das Steinhaus, das von ihm den Namen Grossenstede erhielt. Im Jahr 1850 wurde auf dem Gut Karl Wilhelm Jaspers († 1940), der spätere Bankdirektor und Vater des Philosophen Karl Jaspers (1883–1969), geboren. Als letzter privater Besitzer des Gutshofes wird Redmer Daun (1862–1944) genannt. Der Park des Adelsitzes wurde 1936 vom NS-Staat gekauft und anschließend unter Naturschutz gestellt. Der historische Gutshof kam zur gleichen Zeit unter Denkmalschutz. Trotz des staatlich garantierten Schutzes wurde in den folgenden Jahrzehnten die ursprüngliche Parkanlage nach und nach zerstört. Der alte Gutshof verfiel; sein Abriss erfolgte 1971. Heute weist nur noch die Kastanienallee am Pflegeheim Sanderbusch auf den ehemaligen Adelssitz hin.
Ab 1937 war Sanderbusch Teil eines umfassenden Wirtschaftsplanes, nach dem Wilhelmshaven und Umgebung zur Stadt der 500.000 ausgebaut werden sollten. Damit verbunden waren Pläne, Wilhelmshaven zum größten Marinestandort und zur Rüstungsschmiede Nazideutschlands auszubauen. Im Wirtschaftsplan 1939 wurde unter der Leitung von Wilhelm Hallbauer mit der Planung des sogenannten Wohngebietes Wilhelmshaven-Süd begonnen. Räumlich ging es dabei vor allem um das Gebiet der heutigen Gemeinde Sande, speziell um die Ortschaften Cäciliengroden, Gödens, Sande und Sanderbusch. Verwirklicht wurde in Sanderbusch aber nur die Errichtung eines Marinelazaretts mit ca. 600 Betten, dessen Anfänge bereits auf 1936 zurückgehen und dessen Eröffnung am 1. Oktober 1941 erfolgte.
Nach Ende des II. Weltkrieges diente das Lazarett vorübergehend britischen Soldaten als Hospital, bis es am 15. April 1947 unter dem Namen Oldenburgisches Landeskrankenhaus mit 300 Krankenbetten neu eröffnet wurde. Der Pflegedienst wurde von der 1935 in Seelow als Verein eingetragenen DRK-Schwesternschaft Oderland übernommen, die sich am 7. Januar 1947 als Oldenburgische Schwesternschaft vom Roten Kreuz in Sanderbusch neu konstituiert hatte. Im Jahr 1976 – der Landkreis Friesland hatte inzwischen die Trägerschaft übernommen – erfolgte die Umbenennung der Klinik in Nordwest-Krankenhaus Sanderbusch.
In Sanderbusch existierte von 1940 bis 1943 das Kriegsgefangenenlager Sander Mühle. Zunächst waren es polnische und französische, später sowjetische Kriegsgefangene, die hier interniert wurden. Die bis zu 350 Gefangenen hatten unter schwierigsten Bedingungen vor allem im Straßenbau zu arbeiten. 17 Gefangene starben nachweislich im Lager Sander Mühle. Andere wurden aus rassistischen und ideologischen Gründen im KZ Neuengamme von der Gestapo hingerichtet.

## Lage und Verkehrsanbindung
Im Schienenpersonennahverkehr war Sanderbusch durch einen gleichnamigen Haltepunkt an der Ostfriesischen Küstenbahn Sande–Esens erschlossen, der 2022 im Zuge einer Streckenverlegung stillgelegt wurde.

## Persönlichkeiten
- Franz Schede (1882–1976, verstorben in Murnau am Staffelsee), deutscher Orthopäde, war von 1948 bis 1954 Leiter Orthopädischen Klinik Sanderbusch
- Olaf Kühl, (* 1955) in Sanderbusch geborener deutscher Slawist, Übersetzer und Autor
- Matthias Müller (* 1966),  in Sanderbusch geborener Organist, Pianist und Harmonist, Festivalleiter und Instrumentenrestaurator
- Helmut Ulrich (* 1942) in Sanderbusch geborener deutscher Autor
- Peter Behrens (1947–2016) in Sanderbusch geborener Schlagzeuger der deutschen Musikgruppe Trio